# جو باتشيكو
جو باتشيكو (بالإنجليزية: Joe Pacheco) هو مصارع هاوي أمريكي، ولد في 19 فبراير 1985 في كوينز في الولايات المتحدة.

## وصلات خارجية
- جو باتشيكو على موقع بيلاتور (الإنجليزية)
- جو باتشيكو على موقع شيردوغ (الإنجليزية)
- جو باتشيكو على موقع IMDb (الإنجليزية)
- جو باتشيكو على موقع قاعدة بيانات الفيلم (الإنجليزية)